# Walter Bender
Walter Bender (* 2. August 1903 in Oberstein; † 1. Oktober 1986 in Idar-Oberstein) war ein deutscher Politiker (FDP).

## Leben
Nach dem Volksschulabschluss absolvierte Bender von 1918 bis 1921 eine kaufmännische Lehre und besuchte zugleich die städtische Handelsschule in Oberstein. Im Anschluss verdiente er seinen Lebensunterhalt als kaufmännischer Angestellter und als Angestellter bei einer Bank. Ab 1928 war er Teilhaber und kaufmännischer Leiter einer Schmuckfabrik. Von 1941 bis 1942 nahm er als Soldat am Zweiten Weltkrieg teil. Später betätigte er sich als Kaufmann.
Bender war vor 1933 Mitglied der Deutschen Staatspartei. Während der Zeit des Nationalsozialismus schloss er sich 1934 der DAF und 1935 der NSV an. Am 12. Juni 1940 beantragte er die Aufnahme in die NSDAP und wurde zum 1. Juli desselben Jahres aufgenommen (Mitgliedsnummer 8.165.698).
Nach dem Kriegsende zählte Bender zu den Gründern der Liberalen Partei und der FDP Rheinland-Pfalz. Im Februar 1947 wurde ihm aufgrund seiner Tätigkeiten vor 1945 vom Untersuchungsausschuss Birkenfeld ein Bußgeld von 1000 DM auferlegt. Ein Jahr später wurde er infolge eines Spruchkammerverfahrens amnestiert. Vom 1. Oktober 1951, als er für den ausgeschiedenen Abgeordneten Heinz Reitbauer nachrückte, bis zum Ablauf der zweiten Legislaturperiode 1955 war er Mitglied des Rheinland-Pfälzischen Landtages.